# Nicola Grimaldi (1768–1845)
Nicola Grimaldi (ur. 19 lipca 1768 w Trei, zm. 12 stycznia 1845 w Rzymie) – włoski kardynał.

## Życiorys
Urodził się 19 lipca 1768 roku w Trei. Studiował na Uniwersytecie w Maceracie, gdzie uzyskał doktorat utroque iure, a następnie został referendarzem Trybunału Obojga Sygnatur i sekretarzem Świętej Konsulty. 20 stycznia 1834 roku został kreowany kardynałem diakonem i otrzymał diakonię San Nicola in Carcere. W latach 1835–1836 był kamerlingiem Kolegium Kardynałów, a w okresie 1836–1838 – legatem w Forlì. Zmarł 12 stycznia 1845 roku w Rzymie.